# Yār Aḩmadlū
Yār Aḩmadlū (persiska: يار احمدلو) är en ort i Iran.   Den ligger i provinsen Zanjan, i den nordvästra delen av landet, 280 km väster om huvudstaden Teheran. Yār Aḩmadlū ligger 1 564 meter över havet och antalet invånare är 141.
Terrängen runt Yār Aḩmadlū är huvudsakligen platt, men åt nordost är den kuperad. Runt Yār Aḩmadlū är det ganska glesbefolkat, med 34 invånare per kvadratkilometer. Närmaste större samhälle är Sohrevard, 14,3 km nordost om Yār Aḩmadlū. Trakten runt Yār Aḩmadlū består i huvudsak av gräsmarker.